# Lista över fornlämningar i Linköpings kommun (Landeryd)
Lista över fornlämningar i Linköpings kommun (Landeryd) är en förteckning av ett urval av de fornlämningar som finns i Landeryd i Linköpings kommun.
| Namn                               | Lämningstyp                 | Tillkomsttid | Historisk indelning    | Plats           | Läge                 | ID-nr          | Bild                                      |
| ---------------------------------- | --------------------------- | ------------ | ---------------------- | --------------- | -------------------- | -------------- | ----------------------------------------- |
| Landeryd 1:1                       | Stensättning                |              | Landeryd, Östergötland |                 | 58.334592, 15.790769 | 10045800010001 | Ladda upp en bild av detta fornminne      |
| Landeryd 1:2                       | Stensättning                |              | Landeryd, Östergötland |                 | 58.335034, 15.790802 | 10045800010002 | Ladda upp en bild av detta fornminne      |
| Landeryd 2:1                       | Gravfält                    |              | Landeryd, Östergötland |                 | 58.340340, 15.782162 | 10045800020001 | Ladda upp en bild av detta fornminne      |
| Landeryd 3:1                       | Stensättning                |              | Landeryd, Östergötland |                 | 58.339187, 15.783746 | 10045800030001 | Ladda upp en bild av detta fornminne      |
| Landeryd 3:2                       | Stensättning                |              | Landeryd, Östergötland |                 | 58.339273, 15.783454 | 10045800030002 | Ladda upp en bild av detta fornminne      |
| Uveborg (Landeryd 4:1)             | Fornborg                    |              | Landeryd, Östergötland |                 | 58.357089, 15.731580 | 10045800040001 | Ladda upp en bild av detta fornminne      |
| Landeryd 5:1                       | Gravfält                    |              | Landeryd, Östergötland |                 | 58.358320, 15.729019 | 10045800050001 | Ladda upp en bild av detta fornminne      |
| Landeryd 6:1                       | Stensättning                |              | Landeryd, Östergötland |                 | 58.337503, 15.791099 | 10045800060001 | Ladda upp en bild av detta fornminne      |
| Landeryd 8:1                       | Stensättning                |              | Landeryd, Östergötland |                 | 58.345587, 15.709865 | 10045800080001 | Ladda upp en bild av detta fornminne      |
| Landeryd 9:1                       | Stensättning                |              | Landeryd, Östergötland |                 | 58.354759, 15.711016 | 10045800090001 | Ladda upp en bild av detta fornminne      |
| Landeryd 10:1                      | Gravfält                    |              | Landeryd, Östergötland |                 | 58.357199, 15.713540 | 10045800100001 | Ladda upp en bild av detta fornminne      |
| Högsbacken (Landeryd 12:1)         | Gravfält                    |              | Landeryd, Östergötland |                 | 58.361558, 15.702510 | 10045800120001 | Ladda upp en bild av detta fornminne      |
| Landeryd 13:1                      | Stensättning                |              | Landeryd, Östergötland |                 | 58.363367, 15.702399 | 10045800130001 | Ladda upp en bild av detta fornminne      |
| Landeryd 13:2                      | Stensättning                |              | Landeryd, Östergötland |                 | 58.363435, 15.702184 | 10045800130002 | Ladda upp en bild av detta fornminne      |
| Landeryd 13:3                      | Stensättning                |              | Landeryd, Östergötland |                 | 58.363553, 15.701885 | 10045800130003 | Ladda upp en bild av detta fornminne      |
| Landeryd 13:4                      | Stensättning                |              | Landeryd, Östergötland |                 | 58.363636, 15.702077 | 10045800130004 | Ladda upp en bild av detta fornminne      |
| Landeryd 14:1                      | Stensättning                |              | Landeryd, Östergötland |                 | 58.367556, 15.701375 | 10045800140001 | Ladda upp en bild av detta fornminne      |
| Landeryd 14:2                      | Stensättning                |              | Landeryd, Östergötland |                 | 58.367181, 15.701889 | 10045800140002 | Ladda upp en bild av detta fornminne      |
| Landeryd 15:1                      | Gravfält                    |              | Landeryd, Östergötland |                 | 58.366842, 15.700739 | 10045800150001 | Ladda upp en bild av detta fornminne      |
| Landeryd 16:1                      | Gravfält                    |              | Landeryd, Östergötland |                 | 58.370741, 15.694301 | 10045800160001 | Ladda upp en bild av detta fornminne      |
| Landeryd 17:1                      | Gravfält                    |              | Landeryd, Östergötland |                 | 58.369955, 15.696436 | 10045800170001 | Ladda upp en bild av detta fornminne      |
| Landeryd 18:1                      | Gravfält                    |              | Landeryd, Östergötland |                 | 58.364434, 15.688898 | 10045800180001 | Ladda upp en bild av detta fornminne      |
| Landeryd 19:1                      | Stensättning                |              | Landeryd, Östergötland |                 | 58.366111, 15.688277 | 10045800190001 | Ladda upp en bild av detta fornminne      |
| Landeryd 19:2                      | Stensättning                |              | Landeryd, Östergötland |                 | 58.365952, 15.688173 | 10045800190002 | Ladda upp en bild av detta fornminne      |
| Landeryd 19:3                      | Stensättning                |              | Landeryd, Östergötland |                 | 58.365915, 15.688672 | 10045800190003 | Ladda upp en bild av detta fornminne      |
| Landeryd 20:1                      | Stensättning                |              | Landeryd, Östergötland |                 | 58.362201, 15.689075 | 10045800200001 | Ladda upp en bild av detta fornminne      |
| Landeryd 21:1                      | Stensättning                |              | Landeryd, Östergötland |                 | 58.370006, 15.683468 | 10045800210001 | Ladda upp en bild av detta fornminne      |
| Landeryd 21:2                      | Stensättning                |              | Landeryd, Östergötland |                 | 58.370132, 15.683414 | 10045800210002 | Ladda upp en bild av detta fornminne      |
| Landeryd 22:1                      | Stensättning                |              | Landeryd, Östergötland |                 | 58.368416, 15.684726 | 10045800220001 | Ladda upp en bild av detta fornminne      |
| Landeryd 22:2                      | Stensättning                |              | Landeryd, Östergötland |                 | 58.368517, 15.684600 | 10045800220002 | Ladda upp en bild av detta fornminne      |
| Landeryd 22:3                      | Stensättning                |              | Landeryd, Östergötland |                 | 58.368565, 15.684796 | 10045800220003 | Ladda upp en bild av detta fornminne      |
| Landeryd 22:4                      | Hällristning                |              | Landeryd, Östergötland |                 | 58.368581, 15.684868 | 10045800220004 | Ladda upp en bild av detta fornminne      |
| Landeryd 23:1                      | Stensättning                |              | Landeryd, Östergötland |                 | 58.364824, 15.681408 | 10045800230001 | Ladda upp en bild av detta fornminne      |
| Landeryd 23:2                      | Stensättning                |              | Landeryd, Östergötland |                 | 58.364724, 15.681476 | 10045800230002 | Ladda upp en bild av detta fornminne      |
| Landeryd 23:3                      | Stensättning                |              | Landeryd, Östergötland |                 | 58.364683, 15.681103 | 10045800230003 | Ladda upp en bild av detta fornminne      |
| Landeryd 24:1                      | Stensättning                |              | Landeryd, Östergötland |                 | 58.376468, 15.683116 | 10045800240001 | Ladda upp en bild av detta fornminne      |
| Landeryd 25:1                      | Stensättning                |              | Landeryd, Östergötland |                 | 58.376991, 15.682292 | 10045800250001 | Ladda upp en bild av detta fornminne      |
| Landeryd 27:1                      | Stensättning                |              | Landeryd, Östergötland |                 | 58.376502, 15.694748 | 10045800270001 | Ladda upp en bild av detta fornminne      |
| Landeryd 28:1                      | Röse                        |              | Landeryd, Östergötland |                 | 58.376264, 15.693140 | 10045800280001 | Ladda upp en bild av detta fornminne      |
| Landeryd 29:1                      | Gravfält                    |              | Landeryd, Östergötland |                 | 58.369587, 15.677481 | 10045800290001 | Ladda upp en bild av detta fornminne      |
| Landeryd 30:1                      | Gravfält                    |              | Landeryd, Östergötland |                 | 58.368662, 15.676919 | 10045800300001 | Ladda upp en bild av detta fornminne      |
| Landeryd 31:1                      | Stensättning                |              | Landeryd, Östergötland |                 | 58.366323, 15.677781 | 10045800310001 | Ladda upp en bild av detta fornminne      |
| Landeryd 31:2                      | Grav markerad av sten/block |              | Landeryd, Östergötland |                 | 58.366400, 15.677651 | 10045800310002 | Ladda upp en bild av detta fornminne      |
| Landeryd 31:3                      | Grav markerad av sten/block |              | Landeryd, Östergötland |                 | 58.366447, 15.677532 | 10045800310003 | Ladda upp en bild av detta fornminne      |
| Landeryd 31:4                      | Hällristning                |              | Landeryd, Östergötland |                 | 58.366518, 15.677378 | 10045800310004 | Ladda upp en bild av detta fornminne      |
| Landeryd 32:1                      | Gravfält                    |              | Landeryd, Östergötland |                 | 58.365323, 15.671617 | 10045800320001 | Ladda upp en bild av detta fornminne      |
| Landeryd 33:1                      | Stensättning                |              | Landeryd, Östergötland |                 | 58.380261, 15.687821 | 10045800330001 | Ladda upp en bild av detta fornminne      |
| Landeryd 33:2                      | Stensättning                |              | Landeryd, Östergötland |                 | 58.380140, 15.687841 | 10045800330002 | Ladda upp en bild av detta fornminne      |
| Landeryd 34:1                      | Stensättning                |              | Landeryd, Östergötland |                 | 58.384583, 15.682004 | 10045800340001 | Ladda upp en bild av detta fornminne      |
| Landeryd 35:1                      | Stensättning                |              | Landeryd, Östergötland |                 | 58.384491, 15.683105 | 10045800350001 | Ladda upp en bild av detta fornminne      |
| Landeryd 37:1                      | Stensättning                |              | Landeryd, Östergötland |                 | 58.371125, 15.718712 | 10045800370001 | Ladda upp en bild av detta fornminne      |
| Landeryd 37:2                      | Stensättning                |              | Landeryd, Östergötland |                 | 58.371173, 15.717949 | 10045800370002 | Ladda upp en bild av detta fornminne      |
| Landeryd 38:1                      | Stensättning                |              | Landeryd, Östergötland |                 | 58.370642, 15.719621 | 10045800380001 | Ladda upp en bild av detta fornminne      |
| Landeryd 38:2                      | Stensättning                |              | Landeryd, Östergötland |                 | 58.370432, 15.719572 | 10045800380002 | Ladda upp en bild av detta fornminne      |
| Landeryd 38:3                      | Hällristning                |              | Landeryd, Östergötland |                 | 58.370477, 15.719881 | 10045800380003 | Ladda upp en bild av detta fornminne      |
| Landeryd 40:1                      | Stensättning                |              | Landeryd, Östergötland |                 | 58.373211, 15.724888 | 10045800400001 | Ladda upp en bild av detta fornminne      |
| Landeryd 40:2                      | Stensättning                |              | Landeryd, Östergötland |                 | 58.373430, 15.725332 | 10045800400002 | Ladda upp en bild av detta fornminne      |
| Landeryd 41:1                      | Stensättning                |              | Landeryd, Östergötland |                 | 58.367371, 15.720936 | 10045800410001 | Ladda upp en bild av detta fornminne      |
| Hästkullen (Landeryd 42:1)         | Gravfält                    |              | Landeryd, Östergötland |                 | 58.366224, 15.722777 | 10045800420001 | Ladda upp en bild av detta fornminne      |
| Landeryd 45:1                      | Gravfält                    |              | Landeryd, Östergötland |                 | 58.369356, 15.731339 | 10045800450001 | Ladda upp en bild av detta fornminne      |
| Landeryd 46:1                      | Stensättning                |              | Landeryd, Östergötland |                 | 58.368535, 15.729598 | 10045800460001 | Ladda upp en bild av detta fornminne      |
| Landeryd 46:2                      | Stensättning                |              | Landeryd, Östergötland |                 | 58.368711, 15.729393 | 10045800460002 | Ladda upp en bild av detta fornminne      |
| Landeryd 48:1                      | Hög                         |              | Landeryd, Östergötland |                 | 58.366343, 15.733785 | 10045800480001 | Ladda upp en bild av detta fornminne      |
| Landeryd 48:2                      | Stensättning                |              | Landeryd, Östergötland |                 | 58.366300, 15.734141 | 10045800480002 | Ladda upp en bild av detta fornminne      |
| Landeryd 50:1                      | Stensättning                |              | Landeryd, Östergötland |                 | 58.365744, 15.735808 | 10045800500001 | Ladda upp en bild av detta fornminne      |
| Slattes sten (Landeryd 51:1)       | Gravfält                    |              | Landeryd, Östergötland |                 | 58.365179, 15.737095 | 10045800510001 | Ladda upp en bild av detta fornminne      |
| Landeryd 52:1                      | Stensättning                |              | Landeryd, Östergötland |                 | 58.358969, 15.734681 | 10045800520001 | Ladda upp en bild av detta fornminne      |
| Landeryd 52:2                      | Stensättning                |              | Landeryd, Östergötland |                 | 58.358702, 15.734978 | 10045800520002 | Ladda upp en bild av detta fornminne      |
| Landeryd 52:3                      | Stensättning                |              | Landeryd, Östergötland |                 | 58.358564, 15.735119 | 10045800520003 | Ladda upp en bild av detta fornminne      |
| Landeryd 54:1                      | Stensättning                |              | Landeryd, Östergötland |                 | 58.359429, 15.738958 | 10045800540001 | Ladda upp en bild av detta fornminne      |
| Landeryd 55:1                      | Stensättning                |              | Landeryd, Östergötland |                 | 58.359355, 15.737530 | 10045800550001 | Ladda upp en bild av detta fornminne      |
| Landeryd 56:1                      | Stensättning                |              | Landeryd, Östergötland |                 | 58.357439, 15.747322 | 10045800560001 | Ladda upp en bild av detta fornminne      |
| Landeryd 57:1                      | Stensättning                |              | Landeryd, Östergötland |                 | 58.354977, 15.746823 | 10045800570001 | Ladda upp en bild av detta fornminne      |
| Landeryd 57:2                      | Stensättning                |              | Landeryd, Östergötland |                 | 58.355087, 15.746953 | 10045800570002 | Ladda upp en bild av detta fornminne      |
| Landeryd 58:1                      | Stensättning                |              | Landeryd, Östergötland |                 | 58.354125, 15.747944 | 10045800580001 | Ladda upp en bild av detta fornminne      |
| Landeryd 60:1                      | Gravfält                    |              | Landeryd, Östergötland |                 | 58.377512, 15.702500 | 10045800600001 | Ladda upp en bild av detta fornminne      |
| Landeryd 61:1                      | Stensättning                |              | Landeryd, Östergötland |                 | 58.355619, 15.696303 | 10045800610001 | Ladda upp en bild av detta fornminne      |
| Landeryd 61:2                      | Stensättning                |              | Landeryd, Östergötland |                 | 58.355727, 15.696262 | 10045800610002 | Ladda upp en bild av detta fornminne      |
| Landeryd 62:1                      | Stensättning                |              | Landeryd, Östergötland |                 | 58.357168, 15.700918 | 10045800620001 | Ladda upp en bild av detta fornminne      |
| Landeryd 63:1                      | Stensättning                |              | Landeryd, Östergötland |                 | 58.357426, 15.701924 | 10045800630001 | Ladda upp en bild av detta fornminne      |
| Landeryd 63:2                      | Stensättning                |              | Landeryd, Östergötland |                 | 58.357514, 15.701870 | 10045800630002 | Ladda upp en bild av detta fornminne      |
| Landeryd 63:4                      | Stensättning                |              | Landeryd, Östergötland |                 | 58.357427, 15.701685 | 10045800630004 | Ladda upp en bild av detta fornminne      |
| Landeryd 65:1                      | Stensättning                |              | Landeryd, Östergötland |                 | 58.346970, 15.697440 | 10045800650001 | Ladda upp en bild av detta fornminne      |
| Landeryd 67:1                      | Stensättning                |              | Landeryd, Östergötland |                 | 58.357052, 15.682303 | 10045800670001 | Ladda upp en bild av detta fornminne      |
| Landeryd 67:2                      | Stensättning                |              | Landeryd, Östergötland |                 | 58.357076, 15.682562 | 10045800670002 | Ladda upp en bild av detta fornminne      |
| Landeryd 69:1                      | Stensättning                |              | Landeryd, Östergötland |                 | 58.374720, 15.745066 | 10045800690001 | Ladda upp en bild av detta fornminne      |
| Landeryd 70:1                      | Stensättning                |              | Landeryd, Östergötland |                 | 58.373692, 15.747441 | 10045800700001 | Ladda upp en bild av detta fornminne      |
| Landeryd 71:1                      | Stensättning                |              | Landeryd, Östergötland |                 | 58.373880, 15.739608 | 10045800710001 | Ladda upp en bild av detta fornminne      |
| Landeryd 71:2                      | Hällristning                |              | Landeryd, Östergötland |                 | 58.373885, 15.738958 | 10045800710002 | Ladda upp en bild av detta fornminne      |
| Landeryd 72:1                      | Gravfält                    |              | Landeryd, Östergötland |                 | 58.365859, 15.745153 | 10045800720001 | Ladda upp en bild av detta fornminne      |
| Landeryd 73:1                      | Gravfält                    |              | Landeryd, Östergötland |                 | 58.368628, 15.750465 | 10045800730001 | Ladda upp en bild av detta fornminne      |
| Landeryd 74:1                      | Stensättning                |              | Landeryd, Östergötland |                 | 58.369717, 15.746718 | 10045800740001 | Ladda upp en bild av detta fornminne      |
| Landeryd 75:1                      | Stensättning                |              | Landeryd, Östergötland |                 | 58.370857, 15.746899 | 10045800750001 | Ladda upp en bild av detta fornminne      |
| Landeryd 76:1                      | Gravfält                    |              | Landeryd, Östergötland |                 | 58.368227, 15.753767 | 10045800760001 | Ladda upp en bild av detta fornminne      |
| Landeryd 77:1                      | Stensättning                |              | Landeryd, Östergötland |                 | 58.371107, 15.762386 | 10045800770001 | Ladda upp en bild av detta fornminne      |
| Landeryd 77:2                      | Stensättning                |              | Landeryd, Östergötland |                 | 58.370969, 15.762106 | 10045800770002 | Ladda upp en bild av detta fornminne      |
| Landeryd 78:1                      | Gravfält                    |              | Landeryd, Östergötland |                 | 58.369246, 15.764746 | 10045800780001 | Ladda upp en bild av detta fornminne      |
| Landeryd 79:1                      | Hög                         |              | Landeryd, Östergötland |                 | 58.343495, 15.774938 | 10045800790001 | Ladda upp en bild av detta fornminne      |
| Landeryd 80:1                      | Hög                         |              | Landeryd, Östergötland |                 | 58.344801, 15.775390 | 10045800800001 | Ladda upp en bild av detta fornminne      |
| Landeryd 81:1                      | Grav markerad av sten/block |              | Landeryd, Östergötland |                 | 58.344674, 15.776931 | 10045800810001 | Ladda upp en bild av detta fornminne      |
| Landeryd 81:2                      | Grav markerad av sten/block |              | Landeryd, Östergötland |                 | 58.344728, 15.776924 | 10045800810002 | Ladda upp en bild av detta fornminne      |
| Landeryd 82:1                      | Stensättning                |              | Landeryd, Östergötland |                 | 58.353532, 15.774717 | 10045800820001 | Ladda upp en bild av detta fornminne      |
| Landeryd 83:1                      | Gravfält                    |              | Landeryd, Östergötland |                 | 58.352978, 15.775740 | 10045800830001 | Ladda upp en bild av detta fornminne      |
| Landeryd 85:1                      | Stensättning                |              | Landeryd, Östergötland |                 | 58.362840, 15.765248 | 10045800850001 | Ladda upp en bild av detta fornminne      |
| Landeryd 85:2                      | Stensättning                |              | Landeryd, Östergötland |                 | 58.362840, 15.765248 | 10045800850002 | Ladda upp en bild av detta fornminne      |
| Landeryd 86:1                      | Stensättning                |              | Landeryd, Östergötland |                 | 58.364582, 15.762819 | 10045800860001 | Ladda upp en bild av detta fornminne      |
| Landeryd 87:1                      | Gravfält                    |              | Landeryd, Östergötland |                 | 58.362420, 15.749184 | 10045800870001 | Ladda upp en bild av detta fornminne      |
| Landeryd 88:1                      | Fornborg                    |              | Landeryd, Östergötland |                 | 58.357479, 15.773978 | 10045800880001 | Ladda upp en bild av detta fornminne      |
| Landeryd 88:2                      | Stensättning                |              | Landeryd, Östergötland |                 | 58.357505, 15.774239 | 10045800880002 | Ladda upp en bild av detta fornminne      |
| Landeryd 89:1                      | Gravfält                    |              | Landeryd, Östergötland |                 | 58.351848, 15.777203 | 10045800890001 | Ladda upp en bild av detta fornminne      |
| Landeryd 90:1                      | Grav markerad av sten/block |              | Landeryd, Östergötland |                 | 58.352158, 15.777518 | 10045800900001 | Ladda upp en bild av detta fornminne      |
| Ög 111 (Landeryd 92:1)             | Runristning                 |              | Landeryd, Östergötland | Landeryds kyrka | 58.368915, 15.724362 | 10045800920001 | Ladda upp en till bild av detta fornminne |
| Landeryd 93:1                      | Gravfält                    |              | Landeryd, Östergötland |                 | 58.376997, 15.712343 | 10045800930001 | Ladda upp en bild av detta fornminne      |
| Landeryd 95:1                      | Stensättning                |              | Landeryd, Östergötland |                 | 58.400066, 15.704993 | 10045800950001 | Ladda upp en bild av detta fornminne      |
| Landeryd 95:2                      | Stensättning                |              | Landeryd, Östergötland |                 | 58.399705, 15.704220 | 10045800950002 | Ladda upp en bild av detta fornminne      |
| Landeryd 95:3                      | Stensättning                |              | Landeryd, Östergötland |                 | 58.399519, 15.704355 | 10045800950003 | Ladda upp en bild av detta fornminne      |
| Landeryd 98:1                      | Stensättning                |              | Landeryd, Östergötland |                 | 58.351326, 15.783393 | 10045800980001 | Ladda upp en bild av detta fornminne      |
| Landeryd 98:2                      | Stensättning                |              | Landeryd, Östergötland |                 | 58.351675, 15.782960 | 10045800980002 | Ladda upp en bild av detta fornminne      |
| Landeryd 101:1                     | Gravfält                    |              | Landeryd, Östergötland |                 | 58.391862, 15.696984 | 10045801010001 | Ladda upp en bild av detta fornminne      |
| Landeryd 102:1                     | Gravfält                    |              | Landeryd, Östergötland |                 | 58.389299, 15.703064 | 10045801020001 | Ladda upp en bild av detta fornminne      |
| Landeryd 104:1                     | Stensättning                |              | Landeryd, Östergötland |                 | 58.393352, 15.694792 | 10045801040001 | Ladda upp en bild av detta fornminne      |
| Landeryd 105:1                     | Gravfält                    |              | Landeryd, Östergötland |                 | 58.387291, 15.707691 | 10045801050001 | Ladda upp en bild av detta fornminne      |
| Landeryd 106:1                     | Grav markerad av sten/block |              | Landeryd, Östergötland |                 | 58.388598, 15.735102 | 10045801060001 | Ladda upp en bild av detta fornminne      |
| Landeryd 106:2                     | Grav markerad av sten/block |              | Landeryd, Östergötland |                 | 58.388449, 15.735437 | 10045801060002 | Ladda upp en bild av detta fornminne      |
| Tre konungars hög (Landeryd 107:1) | Hög                         |              | Landeryd, Östergötland |                 | 58.387322, 15.738043 | 10045801070001 | Ladda upp en bild av detta fornminne      |
| Landeryd 108:1                     | Gravfält                    |              | Landeryd, Östergötland |                 | 58.390791, 15.721694 | 10045801080001 | Ladda upp en bild av detta fornminne      |
| Landeryd 109:1                     | Gravfält                    |              | Landeryd, Östergötland |                 | 58.389619, 15.720799 | 10045801090001 | Ladda upp en bild av detta fornminne      |
| Landeryd 110:1                     | Gravfält                    |              | Landeryd, Östergötland |                 | 58.387178, 15.732521 | 10045801100001 | Ladda upp en bild av detta fornminne      |
| Landeryd 111:1                     | Gravfält                    |              | Landeryd, Östergötland |                 | 58.384558, 15.732183 | 10045801110001 | Ladda upp en bild av detta fornminne      |
| Landeryd 112:1                     | Stensättning                |              | Landeryd, Östergötland |                 | 58.397941, 15.717564 | 10045801120001 | Ladda upp en bild av detta fornminne      |
| Landeryd 113:1                     | Hög                         |              | Landeryd, Östergötland |                 | 58.392811, 15.714153 | 10045801130001 | Ladda upp en bild av detta fornminne      |
| Landeryd 114:1                     | Stensättning                |              | Landeryd, Östergötland |                 | 58.380984, 15.734573 | 10045801140001 | Ladda upp en bild av detta fornminne      |
| Landeryd 115:1                     | Gravfält                    |              | Landeryd, Östergötland |                 | 58.377806, 15.737850 | 10045801150001 | Ladda upp en bild av detta fornminne      |
| Landeryd 116:1                     | Stensättning                |              | Landeryd, Östergötland |                 | 58.377616, 15.735241 | 10045801160001 | Ladda upp en bild av detta fornminne      |
| Landeryd 117:1                     | Stensättning                |              | Landeryd, Östergötland |                 | 58.378003, 15.732025 | 10045801170001 | Ladda upp en bild av detta fornminne      |
| Landeryd 117:2                     | Stensättning                |              | Landeryd, Östergötland |                 | 58.377996, 15.732777 | 10045801170002 | Ladda upp en bild av detta fornminne      |
| Landeryd 117:3                     | Stensättning                |              | Landeryd, Östergötland |                 | 58.378274, 15.733016 | 10045801170003 | Ladda upp en bild av detta fornminne      |
| Landeryd 118:1                     | Gravfält                    |              | Landeryd, Östergötland |                 | 58.384570, 15.727059 | 10045801180001 | Ladda upp en bild av detta fornminne      |
| Landeryd 119:1                     | Gravfält                    |              | Landeryd, Östergötland |                 | 58.387468, 15.723070 | 10045801190001 | Ladda upp en bild av detta fornminne      |
| Landeryd 120:1                     | Gravfält                    |              | Landeryd, Östergötland |                 | 58.384124, 15.724597 | 10045801200001 | Ladda upp en bild av detta fornminne      |
| Landeryd 121:1                     | Gravfält                    |              | Landeryd, Östergötland |                 | 58.384343, 15.721070 | 10045801210001 | Ladda upp en bild av detta fornminne      |
| Landeryd 122:1                     | Stensättning                |              | Landeryd, Östergötland |                 | 58.383392, 15.721352 | 10045801220001 | Ladda upp en bild av detta fornminne      |
| Landeryd 123:1                     | Stensättning                |              | Landeryd, Östergötland |                 | 58.384593, 15.719515 | 10045801230001 | Ladda upp en bild av detta fornminne      |
| Landeryd 123:2                     | Hällristning                |              | Landeryd, Östergötland |                 | 58.384490, 15.719620 | 10045801230002 | Ladda upp en bild av detta fornminne      |
| Landeryd 123:3                     | Stensättning                |              | Landeryd, Östergötland |                 | 58.384382, 15.719816 | 10045801230003 | Ladda upp en bild av detta fornminne      |
| Landeryd 124:1                     | Stensättning                |              | Landeryd, Östergötland |                 | 58.383836, 15.719058 | 10045801240001 | Ladda upp en bild av detta fornminne      |
| Landeryd 124:2                     | Stensättning                |              | Landeryd, Östergötland |                 | 58.383904, 15.719254 | 10045801240002 | Ladda upp en bild av detta fornminne      |
| Landeryd 124:3                     | Stensättning                |              | Landeryd, Östergötland |                 | 58.383927, 15.719527 | 10045801240003 | Ladda upp en bild av detta fornminne      |
| Landeryd 125:1                     | Hög                         |              | Landeryd, Östergötland |                 | 58.383526, 15.720343 | 10045801250001 | Ladda upp en bild av detta fornminne      |
| Landeryd 125:2                     | Hög                         |              | Landeryd, Östergötland |                 | 58.383465, 15.720596 | 10045801250002 | Ladda upp en bild av detta fornminne      |
| Landeryd 125:3                     | Grav markerad av sten/block |              | Landeryd, Östergötland |                 | 58.383433, 15.720234 | 10045801250003 | Ladda upp en bild av detta fornminne      |
| Landeryd 125:4                     | Stensättning                |              | Landeryd, Östergötland |                 | 58.383445, 15.720056 | 10045801250004 | Ladda upp en bild av detta fornminne      |
| Landeryd 127:1                     | Stensättning                |              | Landeryd, Östergötland |                 | 58.382168, 15.719883 | 10045801270001 | Ladda upp en bild av detta fornminne      |
| Landeryd 127:2                     | Stensättning                |              | Landeryd, Östergötland |                 | 58.382005, 15.720864 | 10045801270002 | Ladda upp en bild av detta fornminne      |
| Landeryd 127:3                     | Stensättning                |              | Landeryd, Östergötland |                 | 58.381533, 15.721405 | 10045801270003 | Ladda upp en bild av detta fornminne      |
| Landeryd 129:1                     | Stensättning                |              | Landeryd, Östergötland |                 | 58.386669, 15.736846 | 10045801290001 | Ladda upp en bild av detta fornminne      |
| Landeryd 129:2                     | Stensättning                |              | Landeryd, Östergötland |                 | 58.386540, 15.737288 | 10045801290002 | Ladda upp en bild av detta fornminne      |
| Landeryd 130:1                     | Stensättning                |              | Landeryd, Östergötland |                 | 58.363716, 15.748015 | 10045801300001 | Ladda upp en bild av detta fornminne      |
| Landeryd 134:1                     | Hög                         |              | Landeryd, Östergötland |                 | 58.399776, 15.720430 | 10045801340001 | Ladda upp en bild av detta fornminne      |
| Landeryd 134:2                     | Stensättning                |              | Landeryd, Östergötland |                 | 58.399674, 15.720443 | 10045801340002 | Ladda upp en bild av detta fornminne      |
| Landeryd 136:2                     | Grav markerad av sten/block |              | Landeryd, Östergötland |                 | 58.377087, 15.738731 | 10045801360002 | Ladda upp en bild av detta fornminne      |
| Eklund (Landeryd 137:1)            | Gravfält                    |              | Landeryd, Östergötland |                 | 58.376899, 15.742883 | 10045801370001 | Ladda upp en bild av detta fornminne      |
| Landeryd 141:1                     | Grav- och boplatsområde     |              | Landeryd, Östergötland |                 | 58.370683, 15.666546 | 10045801410001 | Ladda upp en bild av detta fornminne      |
| Landeryd 145:1                     | Stensättning                |              | Landeryd, Östergötland |                 | 58.372933, 15.675254 | 10045801450001 | Ladda upp en bild av detta fornminne      |
| Landeryd 145:3                     | Stensättning                |              | Landeryd, Östergötland |                 | 58.372966, 15.675113 | 10045801450003 | Ladda upp en bild av detta fornminne      |
| Landeryd 146:1                     | Stensättning                |              | Landeryd, Östergötland |                 | 58.373225, 15.673519 | 10045801460001 | Ladda upp en bild av detta fornminne      |
| Landeryd 146:2                     | Stensättning                |              | Landeryd, Östergötland |                 | 58.373034, 15.672878 | 10045801460002 | Ladda upp en bild av detta fornminne      |
| Landeryd 146:3                     | Stensättning                |              | Landeryd, Östergötland |                 | 58.372889, 15.672994 | 10045801460003 | Ladda upp en bild av detta fornminne      |
| Landeryd 147:1                     | Stensättning                |              | Landeryd, Östergötland |                 | 58.374698, 15.679429 | 10045801470001 | Ladda upp en bild av detta fornminne      |
| Landeryd 147:2                     | Stensättning                |              | Landeryd, Östergötland |                 | 58.374334, 15.679994 | 10045801470002 | Ladda upp en bild av detta fornminne      |
| Landeryd 150:1                     | Gravfält                    |              | Landeryd, Östergötland |                 | 58.379803, 15.668174 | 10045801500001 | Ladda upp en bild av detta fornminne      |
| Landeryd 151:1                     | Stensättning                |              | Landeryd, Östergötland |                 | 58.380542, 15.666741 | 10045801510001 | Ladda upp en bild av detta fornminne      |
| Landeryd 152:1                     | Stensättning                |              | Landeryd, Östergötland |                 | 58.380641, 15.665035 | 10045801520001 | Ladda upp en bild av detta fornminne      |
| Landeryd 154:1                     | Gravfält                    |              | Landeryd, Östergötland |                 | 58.384098, 15.671738 | 10045801540001 | Ladda upp en bild av detta fornminne      |
| Landeryd 155:1                     | Stensättning                |              | Landeryd, Östergötland |                 | 58.385725, 15.681673 | 10045801550001 | Ladda upp en bild av detta fornminne      |
| Uveberg (Landeryd 156:1)           | Fornborg                    |              | Landeryd, Östergötland |                 | 58.387560, 15.686884 | 10045801560001 | Ladda upp en bild av detta fornminne      |
| Landeryd 158:1                     | Stensättning                |              | Landeryd, Östergötland |                 | 58.357544, 15.768915 | 10045801580001 | Ladda upp en bild av detta fornminne      |
| Landeryd 164:1                     | Stensättning                |              | Landeryd, Östergötland |                 | 58.356483, 15.750536 | 10045801640001 | Ladda upp en bild av detta fornminne      |
| Landeryd 165:1                     | Stensättning                |              | Landeryd, Östergötland |                 | 58.357023, 15.749980 | 10045801650001 | Ladda upp en bild av detta fornminne      |
| Landeryd 167:1                     | Stensättning                |              | Landeryd, Östergötland |                 | 58.362754, 15.738113 | 10045801670001 | Ladda upp en bild av detta fornminne      |
| Landeryd 167:2                     | Stensättning                |              | Landeryd, Östergötland |                 | 58.362740, 15.737894 | 10045801670002 | Ladda upp en bild av detta fornminne      |
| Landeryd 169:1                     | Stensättning                |              | Landeryd, Östergötland |                 | 58.360687, 15.734315 | 10045801690001 | Ladda upp en bild av detta fornminne      |
| Landeryd 169:2                     | Stensättning                |              | Landeryd, Östergötland |                 | 58.360432, 15.734557 | 10045801690002 | Ladda upp en bild av detta fornminne      |
| Landeryd 170:1                     | Hällristning                |              | Landeryd, Östergötland |                 | 58.367564, 15.725570 | 10045801700001 | Ladda upp en bild av detta fornminne      |
| Landeryd 171:1                     | Stensättning                |              | Landeryd, Östergötland |                 | 58.370297, 15.727669 | 10045801710001 | Ladda upp en bild av detta fornminne      |
| Landeryd 174:1                     | Stensättning                |              | Landeryd, Östergötland |                 | 58.384485, 15.722752 | 10045801740001 | Ladda upp en bild av detta fornminne      |
| Landeryd 179:1                     | Stensättning                |              | Landeryd, Östergötland |                 | 58.391166, 15.724319 | 10045801790001 | Ladda upp en bild av detta fornminne      |
| Landeryd 183:1                     | Stensättning                |              | Landeryd, Östergötland |                 | 58.370415, 15.747490 | 10045801830001 | Ladda upp en bild av detta fornminne      |
| Landeryd 186:1                     | Stensättning                |              | Landeryd, Östergötland |                 | 58.370485, 15.745658 | 10045801860001 | Ladda upp en bild av detta fornminne      |
| Landeryd 195:1                     | Stensättning                |              | Landeryd, Östergötland |                 | 58.365233, 15.750310 | 10045801950001 | Ladda upp en bild av detta fornminne      |
| Landeryd 205:1                     | Röse                        |              | Landeryd, Östergötland |                 | 58.365380, 15.689277 | 10045802050001 | Ladda upp en bild av detta fornminne      |
| Landeryd 206:1                     | Stensättning                |              | Landeryd, Östergötland |                 | 58.398723, 15.711146 | 10045802060001 | Ladda upp en bild av detta fornminne      |
| Landeryd 210:1                     | Hällristning                |              | Landeryd, Östergötland |                 | 58.379884, 15.665879 | 10045802100001 | Ladda upp en bild av detta fornminne      |
| Landeryd 211:1                     | Hällristning                |              | Landeryd, Östergötland |                 | 58.379902, 15.666737 | 10045802110001 | Ladda upp en bild av detta fornminne      |
| Landeryd 211:2                     | Hällristning                |              | Landeryd, Östergötland |                 | 58.379889, 15.667552 | 10045802110002 | Ladda upp en bild av detta fornminne      |
| Landeryd 211:3                     | Hällristning                |              | Landeryd, Östergötland |                 | 58.379934, 15.667370 | 10045802110003 | Ladda upp en bild av detta fornminne      |
| Landeryd 211:4                     | Hällristning                |              | Landeryd, Östergötland |                 | 58.379884, 15.667456 | 10045802110004 | Ladda upp en bild av detta fornminne      |
| Landeryd 211:5                     | Hällristning                |              | Landeryd, Östergötland |                 | 58.379950, 15.667504 | 10045802110005 | Ladda upp en bild av detta fornminne      |
| Landeryd 212:1                     | Hällristning                |              | Landeryd, Östergötland |                 | 58.379888, 15.673022 | 10045802120001 | Ladda upp en bild av detta fornminne      |
| Landeryd 213:1                     | Hällristning                |              | Landeryd, Östergötland |                 | 58.376528, 15.669097 | 10045802130001 | Ladda upp en bild av detta fornminne      |
| Landeryd 213:2                     | Hällristning                |              | Landeryd, Östergötland |                 | 58.376392, 15.669124 | 10045802130002 | Ladda upp en bild av detta fornminne      |
| Landeryd 214:1                     | Hällristning                |              | Landeryd, Östergötland |                 | 58.376471, 15.666830 | 10045802140001 | Ladda upp en bild av detta fornminne      |
| Landeryd 216:1                     | Hällristning                |              | Landeryd, Östergötland |                 | 58.374053, 15.672625 | 10045802160001 | Ladda upp en bild av detta fornminne      |
| Landeryd 218:1                     | Hällristning                |              | Landeryd, Östergötland |                 | 58.372572, 15.667385 | 10045802180001 | Ladda upp en bild av detta fornminne      |
| Landeryd 219:1                     | Hällristning                |              | Landeryd, Östergötland |                 | 58.372028, 15.667505 | 10045802190001 | Ladda upp en bild av detta fornminne      |
| Landeryd 225:1                     | Stensättning                |              | Landeryd, Östergötland |                 | 58.368837, 15.674497 | 10045802250001 | Ladda upp en bild av detta fornminne      |
| Landeryd 227:1                     | Hällristning                |              | Landeryd, Östergötland |                 | 58.371458, 15.673098 | 10045802270001 | Ladda upp en bild av detta fornminne      |
| Landeryd 228:1                     | Stensättning                |              | Landeryd, Östergötland |                 | 58.370778, 15.677654 | 10045802280001 | Ladda upp en bild av detta fornminne      |
| Landeryd 228:2                     | Stensättning                |              | Landeryd, Östergötland |                 | 58.370850, 15.677244 | 10045802280002 | Ladda upp en bild av detta fornminne      |
| Landeryd 229:1                     | Stensättning                |              | Landeryd, Östergötland |                 | 58.361256, 15.713920 | 10045802290001 | Ladda upp en bild av detta fornminne      |
| Landeryd 230:1                     | Stensättning                |              | Landeryd, Östergötland |                 | 58.355849, 15.682832 | 10045802300001 | Ladda upp en bild av detta fornminne      |
| Landeryd 239:1                     | Hällristning                |              | Landeryd, Östergötland |                 | 58.368986, 15.683499 | 10045802390001 | Ladda upp en bild av detta fornminne      |
| Landeryd 242:1                     | Stensättning                |              | Landeryd, Östergötland |                 | 58.362342, 15.726975 | 10045802420001 | Ladda upp en bild av detta fornminne      |
| Landeryd 242:2                     | Stensättning                |              | Landeryd, Östergötland |                 | 58.362525, 15.727193 | 10045802420002 | Ladda upp en bild av detta fornminne      |
| Landeryd 248:1                     | Stensättning                |              | Landeryd, Östergötland |                 | 58.352640, 15.781922 | 10045802480001 | Ladda upp en bild av detta fornminne      |
| Landeryd 249:1                     | Stensättning                |              | Landeryd, Östergötland |                 | 58.353349, 15.783256 | 10045802490001 | Ladda upp en bild av detta fornminne      |
| Landeryd 249:2                     | Stensättning                |              | Landeryd, Östergötland |                 | 58.353383, 15.783478 | 10045802490002 | Ladda upp en bild av detta fornminne      |
| Landeryd 252:1                     | Gravfält                    |              | Landeryd, Östergötland |                 | 58.363145, 15.703706 | 10045802520001 | Ladda upp en bild av detta fornminne      |
| Landeryd 254:1                     | Stensättning                |              | Landeryd, Östergötland |                 | 58.372045, 15.689098 | 10045802540001 | Ladda upp en bild av detta fornminne      |
| Landeryd 257:1                     | Hällristning                |              | Landeryd, Östergötland |                 | 58.370563, 15.689495 | 10045802570001 | Ladda upp en bild av detta fornminne      |
| Landeryd 258:1                     | Hällristning                |              | Landeryd, Östergötland |                 | 58.356540, 15.693286 | 10045802580001 | Ladda upp en bild av detta fornminne      |
| Landeryd 263:1                     | Grav markerad av sten/block |              | Landeryd, Östergötland |                 | 58.369810, 15.665468 | 10045802630001 | Ladda upp en bild av detta fornminne      |
| Landeryd 264:1                     | Stensättning                |              | Landeryd, Östergötland |                 | 58.373278, 15.671119 | 10045802640001 | Ladda upp en bild av detta fornminne      |
| Landeryd 265:1                     | Hällristning                |              | Landeryd, Östergötland |                 | 58.371512, 15.671973 | 10045802650001 | Ladda upp en bild av detta fornminne      |
| Landeryd 266:2                     | Hällristning                |              | Landeryd, Östergötland |                 | 58.371181, 15.674019 | 10045802660002 | Ladda upp en bild av detta fornminne      |
| Landeryd 267:1                     | Stensättning                |              | Landeryd, Östergötland |                 | 58.370060, 15.667278 | 10045802670001 | Ladda upp en bild av detta fornminne      |
| Landeryd 267:2                     | Stensättning                |              | Landeryd, Östergötland |                 | 58.370041, 15.666915 | 10045802670002 | Ladda upp en bild av detta fornminne      |
| Landeryd 269:1                     | Stensättning                |              | Landeryd, Östergötland |                 | 58.365745, 15.671901 | 10045802690001 | Ladda upp en bild av detta fornminne      |
| Landeryd 270:1                     | Stensättning                |              | Landeryd, Östergötland |                 | 58.365554, 15.668909 | 10045802700001 | Ladda upp en bild av detta fornminne      |
| Landeryd 273:1                     | Stensättning                |              | Landeryd, Östergötland |                 | 58.356686, 15.680810 | 10045802730001 | Ladda upp en bild av detta fornminne      |
| Landeryd 275:1                     | Hällristning                |              | Landeryd, Östergötland |                 | 58.370581, 15.722136 | 10045802750001 | Ladda upp en bild av detta fornminne      |
| Landeryd 280:1                     | Hällristning                |              | Landeryd, Östergötland |                 | 58.370820, 15.725527 | 10045802800001 | Ladda upp en bild av detta fornminne      |
| Landeryd 286:1                     | Stensättning                |              | Landeryd, Östergötland |                 | 58.358342, 15.739799 | 10045802860001 | Ladda upp en bild av detta fornminne      |
| Landeryd 288:1                     | Stensättning                |              | Landeryd, Östergötland |                 | 58.376377, 15.665240 | 10045802880001 | Ladda upp en bild av detta fornminne      |
| Landeryd 291:1                     | Hällristning                |              | Landeryd, Östergötland |                 | 58.369615, 15.684414 | 10045802910001 | Ladda upp en bild av detta fornminne      |
| Landeryd 292:1                     | Stensättning                |              | Landeryd, Östergötland |                 | 58.370008, 15.679035 | 10045802920001 | Ladda upp en bild av detta fornminne      |
| Landeryd 295:1                     | Stensättning                |              | Landeryd, Östergötland |                 | 58.367502, 15.673970 | 10045802950001 | Ladda upp en bild av detta fornminne      |
| Landeryd 297:1                     | Stensättning                |              | Landeryd, Östergötland |                 | 58.363676, 15.689485 | 10045802970001 | Ladda upp en bild av detta fornminne      |
| Landeryd 299:1                     | Hällristning                |              | Landeryd, Östergötland |                 | 58.351533, 15.699837 | 10045802990001 | Ladda upp en bild av detta fornminne      |
| Landeryd 302:1                     | Hällristning                |              | Landeryd, Östergötland |                 | 58.349942, 15.708798 | 10045803020001 | Ladda upp en bild av detta fornminne      |
| Landeryd 304:1                     | Stensättning                |              | Landeryd, Östergötland |                 | 58.350022, 15.715831 | 10045803040001 | Ladda upp en bild av detta fornminne      |
| Landeryd 304:2                     | Stensättning                |              | Landeryd, Östergötland |                 | 58.349837, 15.716124 | 10045803040002 | Ladda upp en bild av detta fornminne      |
| Landeryd 304:3                     | Stensättning                |              | Landeryd, Östergötland |                 | 58.349730, 15.716255 | 10045803040003 | Ladda upp en bild av detta fornminne      |
| Landeryd 304:4                     | Stensättning                |              | Landeryd, Östergötland |                 | 58.349628, 15.716338 | 10045803040004 | Ladda upp en bild av detta fornminne      |
| Landeryd 309:1                     | Stensättning                |              | Landeryd, Östergötland |                 | 58.365184, 15.700647 | 10045803090001 | Ladda upp en bild av detta fornminne      |
| Landeryd 310:1                     | Stensättning                |              | Landeryd, Östergötland |                 | 58.365046, 15.707687 | 10045803100001 | Ladda upp en bild av detta fornminne      |
| Landeryd 311:1                     | Stensättning                |              | Landeryd, Östergötland |                 | 58.364151, 15.696955 | 10045803110001 | Ladda upp en bild av detta fornminne      |
| Landeryd 312:1                     | Gravfält                    |              | Landeryd, Östergötland |                 | 58.368336, 15.709940 | 10045803120001 | Ladda upp en bild av detta fornminne      |
| Landeryd 324:1                     | Hällristning                |              | Landeryd, Östergötland |                 | 58.368239, 15.725693 | 10045803240001 | Ladda upp en bild av detta fornminne      |
| Landeryd 325:1                     | Gravfält                    |              | Landeryd, Östergötland |                 | 58.368604, 15.726589 | 10045803250001 | Ladda upp en bild av detta fornminne      |
| Landeryd 329:1                     | Hällristning                |              | Landeryd, Östergötland |                 | 58.372315, 15.709216 | 10045803290001 | Ladda upp en bild av detta fornminne      |
| Landeryd 329:2                     | Hällristning                |              | Landeryd, Östergötland |                 | 58.372403, 15.709052 | 10045803290002 | Ladda upp en bild av detta fornminne      |
| Landeryd 338                       | Stensättning                |              | Landeryd, Östergötland |                 | 58.369771, 15.665440 | 12000000024759 | Ladda upp en bild av detta fornminne      |
| Kula (Landeryd 368)                | Lägenhetsbebyggelse         |              | Landeryd, Östergötland |                 | 58.348876, 15.668947 | 12000000130989 | Ladda upp en bild av detta fornminne      |
| Skiäfwens trop (Landeryd 369)      | Lägenhetsbebyggelse         |              | Landeryd, Östergötland |                 | 58.361446, 15.666175 | 12000000131030 | Ladda upp en bild av detta fornminne      |
| Landeryd 372                       | Stensättning                |              | Landeryd, Östergötland |                 | 58.362019, 15.713737 | 12000000132873 | Ladda upp en bild av detta fornminne      |
| Landeryd 373                       | Stensättning                |              | Landeryd, Östergötland |                 | 58.362028, 15.713661 | 12000000132874 | Ladda upp en bild av detta fornminne      |
| Landeryd 374                       | Stensättning                |              | Landeryd, Östergötland |                 | 58.362055, 15.713771 | 12000000132876 | Ladda upp en bild av detta fornminne      |
| Vårdsberg 28:1                     | Gravfält                    |              | Landeryd, Östergötland |                 | 58.389206, 15.744287 | 10052900280001 | Ladda upp en bild av detta fornminne      |
| Vårdsberg 38:1                     | Gravfält                    |              | Landeryd, Östergötland |                 | 58.388560, 15.749144 | 10052900380001 | Ladda upp en bild av detta fornminne      |
| Vist 136:1                         | Stensättning                |              | Landeryd, Östergötland |                 | 58.352654, 15.725045 | 10052501360001 | Ladda upp en bild av detta fornminne      |